# Jean de Clèves (1293-1368)
Pour les articles homonymes, voir Jean de Clèves.
Jean de Clèves (°v.1293 - †19 novembre 1368), fils cadet du comte Thierry VII de Clèves et de Marguerite de Habsbourg. Il fut comte de Clèves, de 1347 à sa mort en 1368.

## Biographie
En tant que fils cadet, Jean n'a initialement aucune perspective d'hériter du comté de Clèves. Aussi, dès l'année 1310, il entame une carrière d'ecclésiastique et devient chanoine de Cologne, Mayence, Trèves, Utrecht et Xanten. De 1320 à 1347, il est doyen de la cathédrale de Cologne. 
En 1310, son frère aîné Otton décède sans enfant. Deuxième dans l'ordre de succession, Thierry lui succède comme comte de Clèves. 
Autour de 1333, un différend oppose Thierry à Jean au sujet de la succession. Après deux mariages, le comte de Clèves n'a en effet que trois filles et pas de fils. Thierry accepte finalement son frère comme successeur. 
Thierry meurt le 7 juillet 1347. Jean renonce aussitôt à sa carrière d'ecclésiastique et se marie avec Mathilde de Gueldre. Il entre ainsi de plain-pied dans une nouvelle guerre de succession entre ses deux beaux-frères Renaud III et Édouard. Jean prend parti pour Renaud. Il se voit récompensé par le gain de la ville de Emmerich qui vient agrandir son territoire. Mais Renaud est vaincu à Tiel et emprisonné dans le château de Nijenbeek. 
Jean de Clèves décède le 19 novembre 1368. Durant son majorat, le comté de Clèves s'est agrandi et modernisé. Mais le comte n'ayant pas d'enfant, c'est son neveu Adolphe III de La Marck qui lui succède. Le comté passe ainsi de la Maison de Clèves à la Maison de la Marck.

## Mariage et descendance
En 1348, Jean de Clèves épouse Mathilde de Gueldre (1325-1384), Duchesse de Gueldres (1371-1381), fille de Renaud II de Gueldre et de Sophie Berthout, dame de Malines. Ils n'eurent pas d'enfant.